# Lijst van burgemeesters van Barsingerhorn
Dit is een lijst van burgemeesters van de voormalige Nederlandse gemeente Barsingerhorn. Op 1 januari 1970 ging de gemeente Wieringerwaard hierin op, en op januari 1990 werd de gemeente Barsingerhorn opgeheven waarbij het Wieringerwaard-deel opging in de gemeente Anna Paulowna en de rest opging in de gemeente de gemeente Niedorp.
| Ambtsperiode | Naam burgemeester      | Partij of stroming | Bijzonderheden                                                                                          |
| ------------ | ---------------------- | ------------------ | --- |
| 18?? - 18??  |                        |                    | |
| 18?? - 1844  | Arie de Nijs (Denijs)  |                    | |
| 1844 - 1853? | J. Bos                 |                    | |
| 1853 - 1866  | J. Spaans jr.          |                    | |
| 1866 - 1884  | C. Smit Jz.            |                    | |
| 1884 - 1903  | Dirk Spaans            |                    | |
| 1903 - 1912  | J. Spaans              |                    | |
| 1912 - 1934  | K. Breebaart Dz.       |                    | |
| 1934 - 1941  | G.G. Loggers           |                    | later burgemeester van Wieringermeer en Aalsmeer                                                        |
| 1942 - 1945  | Quirijn (Q.) Bax       | NSB                | |
| 1945 - 1954  | Pieter (P.) Blaauboer  | VVD                | tot april 1946 waarnemend, later gedeputeerde                                                           |
| 1954 - 1966  | Aris (A.) Wiedijk      |                    | |
| 1966 - 1982  | Leonardus (L.) Hartman | PvdA               | van 1962 tot 1970 burgemeester van Wieringerwaard (ging in 1970 op in Barsingerhorn)                    |
| 1982 - 1984  | Henk (H.) de Wilde     | PvdA               | waarnemend; eerder burgemeester van Schagen                                                             |
| 1984 - 1990  | Ype Dijkstra           | PvdA               | ook (waarnemend) burgemeester van Niedorp (1985-1992), Boornsterhem (1992-2005) en Zeewolde (2004-2007) |